# San Bartolomeo al Mare
San Bartolomeo al Mare (en ligur San Bartumé) és un comune italià, situat a la regió de la Ligúria i a la província d'Imperia. El 2015 tenia 3.129 habitants.

## Geografia
Té una superfície de 10,85 km² i les frazioni de Chiappa i Pairola. Limita amb Andora, Cervo, Diano Castello, Diano Marina, Diano San Pietro i Villa Faraldi.

## Evolució demogràfica
| Gràfica d'evolució de San Bartolomeo al Mare entre 1861 i 2011 |
|                                                                |
| Font: ISTAT                                                    |